# Norzyca (gmina)
Norzyca (pocz. Norzyce) – dawna gmina wiejska istniejąca do 1945 roku w woj. nowogródzkim/Ziemi Wileńskiej/woj. wileńskim (obecnie na Białorusi). Siedzibą gminy był folwark Norzyca (44 mieszk. w 1921 roku), a następnie Łasica (91 mieszk. w 1921 roku).
Początkowo gmina należała do powiatu wilejskiego. 7 listopada 1920 r. została przyłączona do nowo utworzonego powiatu duniłowickiego pod Zarządem Terenów Przyfrontowych i Etapowych. 19 lutego 1921 r. wraz z całym powiatem weszła w skład nowo utworzonego województwa nowogródzkiego. 13 kwietnia 1922 roku gmina wraz z całym powiatem duniłowickim została przyłączona do objętej władzą polską Ziemi Wileńskiej, przekształconej 20 stycznia 1926 roku w województwo wileńskie. 1 stycznia 1926 roku nazwę powiatu duniłowickiego zmieniono  na powiat postawski. 1 kwietnia 1927 roku dokonano wymiany część obszaru między gminą Norzyca a gminą Duniłowicze. 1 kwietnia 1929 z gminy wyłączono 11 miejscowości i włączono do gminy Głębokie w powiecie dziśnieńskim.  
Po wojnie obszar gminy Norzyca wszedł w struktury administracyjne Związku Radzieckiego.

## Demografia
Według Powszechnego Spisu Ludności z 1921 roku gminę zamieszkiwało 5 308 osób, 3 654 było wyznania rzymskokatolickiego, 1 625 prawosławnego, 1 ewangelickiego, 13 mojżeszowego, 15 mahometańskiego. Jednocześnie 3 435 mieszkańców zadeklarowało polską przynależność narodową, 1 858 białoruską, 12 litewską, 3 rosyjską. Było tu 1 012 budynków mieszkalnych.